# Masdevallia strumosa
Masdevallia strumosa là một loài thực vật có hoa trong họ Lan. Loài này được P.Ortiz & E.Calderón mô tả khoa học đầu tiên năm 2002.